# الذنيب (الملاح)

تعديل مصدري - تعديل

الذنيب هي إحدى قرى عزلة الملاح بمديرية الملاح التابعة لمحافظة لحج، بلغ تعداد سكانها 474 نسمة حسب تعداد اليمن لعام 2004.